# Commission de déontologie de la fonction publique
La commission de déontologie de la fonction publique était une institution publique française chargée « de contrôler le départ des agents publics, et de certains agents de droit privé, qui envisagent d’exercer une activité dans le secteur privé et dans le secteur public concurrentiel », pratique appelée « pantouflage » ou « porte tambour ».
Elle n'est pas compétente pour les militaires qui relèvent de la commission de déontologie des militaires.
La loi de transformation de la fonction publique du 6 août 2019 l'a fusionnée avec la Haute autorité pour la transparence de la vie publique (HATVP) à partir du 1er février 2020.

## Histoire
Une première commission est créée en 1991, puis une commission dans chacune des fonctions publiques est créée par la loi du 29 janvier 1993 relative à la prévention de la corruption et à la transparence de la vie économique et des procédures publiques, dite « Sapin I ».
La loi du 2 février 2007 de modernisation de la fonction publique créée une commission unique, placée auprès du Premier ministre.
En 2009, deux membres de la commission démissionnent à la suite de la nomination à la tête du groupe BPCE de François Pérol, ex-secrétaire général adjoint de l’Élysée. Dans cette affaire, la commission n’avait pas été saisie.
Entre 2011 et 2015, la commission rend en moyenne 3300 avis par an, dont en moyenne 40 incompatibilités.
La loi du 20 avril 2016 relative à la déontologie et aux droits et obligations des fonctionnaires systématise la saisine de la commission, ce qui a pour effet d’augmenter son activité,.
En janvier 2018, un rapport propose de fusionner la commission et la Haute Autorité pour la transparence de la vie publique créée en 2013. Cette proposition est intégrée, par amendement, à la loi du 6 août 2019 de transformation de la fonction publique.

## Missions
Elle rend des décisions sur demande des intéressés ou de leurs administrations gestionnaires et publie également un rapport annuel à destination du Premier ministre.
La commission de déontologie a pour rôle de contrôler le départ des agents publics, et de certains agents de droit privé, qui envisagent d’exercer une activité dans le secteur privé et dans le secteur public concurrentiel. Elle examine si les activités privées qu’ils envisagent d’exercer ne sont pas incompatibles avec leurs précédentes fonctions.
Elle est aussi compétente pour donner un avis sur la déclaration de création ou de reprise d’une entreprise faite par un agent qui cumule cette activité avec son emploi public, pendant une période d’un an renouvelable une fois. De même, elle donne un avis sur la déclaration de poursuite d’une activité privée dans une entreprise ou une association, également pour une durée d’un an renouvelable une fois, faite par un agent qui vient d’entrer dans la fonction publique par concours ou sur contrat.
Elle est également chargée d’examiner les demandes d’autorisation des personnels des services publics de recherche souhaitant être détachés ou mis à disposition auprès d’entreprises valorisant leurs travaux de recherche ou collaborer avec celles-ci.
La commission remet chaque année au Premier ministre un rapport qui présente son activité et établit une synthèse de sa jurisprudence. Entre deux rapports, les résumés des principales décisions de la commission sont mis en ligne sur son site.

## Dans la fiction
Dans L'Exercice de l'État, une réunion à l’Élysée a pour objet le départ pour Vinci du directeur de cabinet du ministre de Budget, avant la privatisation des gares.

## Liste des présidents
| Identité                        | Période         | Période |
| Identité                        | Début           | Fin     |
| ------------------------------- | --------------- | ------- |
| Olivier Fouquet                 | 1er juin 2007   |         |
| Jacques Arrighi de Casanova (d) | 19 juillet 2012 |         |
| Roland Peylet (d)               | 17 février 2017 |         |